# Stimmführer (Politik)
Der Stimmführer ist der von der entsendenden Instanz zur Stimmabgabe bevollmächtigte Vertreter in einem übergeordneten Organ, sofern dieses nur eine einheitliche Stimmabgabe jedes Mitgliedes erlaubt.

## Bundesrat (Deutschland)
In der Bundesrepublik Deutschland werden die Länder durch ihre Bundesratsmitglieder vertreten. Die Landesregierung, oder während der laufenden Plenarsitzung die Vertreter selbst, bestimmen wer die dem Land zustehenden Stimmen einheitlich im Bundesratsplenum abgibt. Er gibt jeweils alle Stimmen ab, auch wenn außer ihm keine weiteren Vertreter seines Landes in der Sitzung anwesend sind. Widerspricht jedoch ein Mitglied dem Stimmführer bei Stimmabgabe, fällt dessen Stimmführerschaft in sich zusammen.

## Quelle
- Bundesrat